# Сосногорск
Сосногорск (на руски: Сосногорск) е град в Русия, разположен в градски окръг Сосногорск, автономна република Коми. Разположен е на брега на река Ижма, на 15 km североизточно от гр. Ухта. Населението на града през 2016 година е 26 670 души.

## История
Основан е през 1939 г. като жп гара Ижма по името на реката, на чийто бряг е разположено. През 1945 г. близо до селището започва строителството на село Сосновка. През 1955 г. е взето решение двете селища да се обединят в град Ижма, който през 1957 г. бива преименуван на Сосногорск.

## Икономика
Промишлеността в Сосногорск се базира основно на преработването на природен газ от „Газпромпереработка“ и Сосногорската ТЕЦ. Развито е и селското стопанство.

## Култура
В Сосногорск от 1991 г. насам се провежда ежегоден музикален фестивал за рок, поп и джаз музика.

## Побратимени градове
- Халденслебен, Германия

## Интересни факти
През 2007 г. Сосногорск побеждава в социално-икономическия конкурс „Золотой рубль“ като „Най-добрия град в Русия по икономически покзатели“ в категория „Малък град“.